# ヨシダ朝
ヨシダ 朝（よしだ あさひ、1961年2月11日 - ）は、日本の俳優。京都府船井郡出身。早稲田大学第一文学部哲学科卒業。クリオネ所属。

## 出演

### 映画
- ジューンブライド 6月19日の花嫁（1998年）
- 新任女刑務官 檻の中の花芯（1998年）
- EM EMBALMING（1999年）
- Dead BEAT（1999年）
- あしたはきっと…（2001年）
- 模倣犯（2002年） - 坂木刑事 役
- blue（2003年）
- 笑の大学（2004年） - 戯作者1
- 海猫（2004年）
- インストール（2004年）
- サウスバウンド（2007年）
- 武士の家計簿（2010年） - 合田源治郎 役
- 僕と妻の1778の物語（2011年）
- 臨場 劇場版（2012年） - 大沢検視官 役
- るろうに剣心 伝説の最期編（2014年）
- こどもつかい（2017年） - 上之郷忠義 役
- しあわせのマスカット（2021年） - 緑川祐二 役
- シン・ウルトラマン（2022年） - 庭野健吾 役[1]

### テレビドラマ
- 世にも奇妙な物語
  - 「女優」（1991年）
  - 「バーチャル・リアリティ」(1991年)
  - 「ウイルス」（1997年）
  - 「銃男」（2000年）
  - 「連載小説」（2002年）
  - 「迷路」（2003年）  - 明頭進 役
  - 「越境」（2005年）
  - 「ヴァーチャルメモリー」（2007年）
- Trap-TV（1993年）
- 公開処刑ショー（1994年）
- 沙粧妙子-最後の事件- SASHOW THE LAST CASE（1995年）
- ムーンスパイラル 第2話「異様な小鳥たち」（1996年） - 白崎
- 超光戦士シャンゼリオン 第28話「犬と猫と馬と鹿」（1996年） - 側近（闇生物・メガノス） 役
- 踊る大捜査線（1997年）
- 和服デザイナー探偵1 奥飛騨平家伝説殺人事件（1997年）
- 恋はあせらず（1998年）
- 美少女H（1998年）
- 殴る女（1998年）
- 天然少女 萬（1999年）
- アフリカの夜（1999年）
- タクシードライバーの推理日誌
  - タクシードライバーの推理日誌11 亡霊殺人（1999年）
  - タクシードライバーの推理日誌12 殺意のハンドル（1999年）
- 氷の世界（1999年）
- 合い言葉は勇気（2000年）
- ただいま満室（2000年）
- ちいさな橋を架ける（2001年）
- HERO（2001年）
- ルーキー!（2001年）
- ウソコイ（2001年）
- ハンドク!!!（2001年）
- スタアの恋（2001年）
- 茂七の事件簿 新ふしぎ草紙（2002年） - 正吉 役
- はみだし刑事情熱系 第7シリーズ（2003年） - 柳原刑事 役
- ROMES/空港防御システム（2009年） - エイ（田中一広） 役
- 坂の上の雲 (テレビドラマ)（2009年） - 筑紫熊七 役
- 鉄の骨（2010年） - 細井
- 大河ドラマ
  - 徳川慶喜（1998年） - 早川良介 役
  - 武蔵 MUSASHI（2003年） - 丑吉 役
  - 龍馬伝（2010年） - 堀達之助 役
  - 八重の桜（2013年） - 徳川家定 役
  - 真田丸（2016年） - 片倉景綱 役
  - おんな城主 直虎（2017年） - 朝比奈泰勝 役
  - 西郷どん（2018年） - 中根雪江 役
- TAROの塔（2011年） - 谷村武彦 役
- 相棒
  - season3 第13話（第12話）「警官殺し〜銃に残された赤い指紋」（2005年2月2日） - 公報課長・山岸 役
  - season12　第7話「目撃証言」（2013年11月27日） - 清水ハルの息子・清水稔 役
- 交渉人2〜THE NEGOTIATOR〜（2009年） - 古沢慎一 役
- 遺留捜査（2011年） - 米山重則 役
- 新・警視庁捜査一課9係 season3（2011年） - 前川昭一 役
- 科捜研の女 第15シリーズ（2016年） - 岩瀬厚一郎 役
- ショムニ FINAL（2002年）
- 恋愛偏差値 第1章「燃えつきるまで」（2002年）
- 愛なんていらねえよ、夏（2002年）
- 月曜ミステリー劇場
  - 「税務調査官・窓際太郎の事件簿10」（2003年） - 甲田和雄 役
- 美少女戦士セーラームーン 第15話（2004年） - 上島
- 演技者。グリフトの手口（2004年）
- ワンダフルライフ（2004年）
- 愛のソレア（2004年）
- 特命係長 只野仁（2005年）
- 警視庁捜査一課強行犯七係（2005年）
- 佐藤四姉妹（2005年）
- 日本の歴史（2005年）
- 恋する日曜日（2007年）
- ラブレター（2008年） - 前田彰文 役
- 妄想姉妹〜文學という名のもとに〜（2009年）
- 白洲次郎（2009年）
- ゴーストフレンズ（2009年）
- MW-ムウ- 第0章 〜悪魔のゲーム〜（2009年6月）
- 俺たちは天使だ! NO ANGEL NO LUCK（2009年7月 - ） - 坪井仁 役
- 怪物くん（2010年）
- 再生の町（2009年、NHK）
- 獣医ドリトル 第4話（2010年、TBS）
- 最後の絆 沖縄・引き裂かれた兄弟 〜鉄血勤皇隊と日系アメリカ兵の真相〜（2011年8月13日、フジテレビ）
- TAROの塔（2011年） - 谷村武彦 役
- 確証〜警視庁捜査3課 第3話（2013年4月29日、TBS） - 樋口守 役
- 金曜プレステージ（フジテレビ）
  - 「赤い霊柩車シリーズ32 羅刹の三姉妹」（2013年11月22日） - 立石一馬 役
- 下町ロケット（2015年） - 飯塚編集長 役
- お義父さんと呼ばせて（2016年）第6話　- 帝洋物産・石原専務 役
- 土曜ワイド劇場 「タクシードライバーの推理日誌39」（2016年） - 青山編集長 役
- CRISIS 公安機動捜査隊特捜班 第3話（2017年）
- コウノドリ 第2シリーズ（2017年、TBS） - 高山孝弘 役
- 99.9-刑事専門弁護士- SEASON II（2018年、TBS） - 津川岳 役
- メゾン・ド・ポリス（2019年） - 鴨下篤 役
- 歪んだ波紋（2019年） - 品川友彦 役
- MIU404（2020年） - 山崎泰介 役
- おちょやん（2020年） - 黒木社長 役/黒木進 役
- 日本沈没-希望のひと- 第5話（2021年11月14日、TBS） - 危機管理官 役
- DCU〜手錠を持ったダイバー〜 第1話（2022年1月16日、TBS） - 毛利新 役
- 金田一少年の事件簿（2022年）
- テッパチ!（2022年） - 荒井毅 役
- ラストマン-全盲の捜査官- 第1話（2023年） - 白石瑞生 役